# Fuglekrigen i Kanøfleskoven
Fuglekrigen i Kanøfleskoven er en dansk animationsfilm fra 1990, instrueret af Jannik Hastrup, baseret på bogen Fuglekrigen af Bent Haller.

## Stemmer
| Roll             | Stemme                                                                 |
| ---------------- | ---------------------------------------------------------------------- |
| Oliver som lille | Emil Tarding                                                           |
| Oliver som stor  | Lars Jonsson                                                           |
| Olivia som lille | Anne-Sofie Bredesen                                                    |
| Olivia som stor  | Barbara Rothenborg Topsøe                                              |
| uglen Walther    | Tommy Kenter                                                           |
| Betty            | Lisbet Dahl                                                            |
| Fredrik          | Tine Karrebæk                                                          |
| Ingolf           | Kasper Stilling Fønss                                                  |
| Armstrong        | Per Pallesen                                                           |
| Fagin            | Claus Ryskjær                                                          |
| skadehunnen      | Anne Marie Helger                                                      |
| skadehannen      | Ove Sprogøe                                                            |
| duen             | Vigga Bro                                                              |
| papegøjen        | Pernille Hansen                                                        |
| gadefugle        | Helle Ryslinge Per Tønnes Nielsen                                      |
| sangstemmer      | Søren Kragh-Jacobsen Misen Larsen Ann Farholt Povl Dissing Eva Laumann |